# Amtsleiter
Amtsleiter (bzw. Fachbereichsleiter) ist in der Kommunalverwaltung deutschsprachiger Länder vielfach die Bezeichnung der direkt dem Bürgermeister bzw. Landrat oder einem Dezernenten unterstellten Führungsperson eines Amtes oder Fachbereiches der Verwaltung, wie etwa Hauptamt, Personalamt, Standesamt, Bürgeramt, Kämmerei, Gemeindekasse, Ordnungsamt, Sozialamt oder Bauamt.
Abhängig von Größe und Organisationsstruktur der jeweiligen Kommune sind Amtsleiter im Regelfall der Funktionsebene des gehobenen oder höheren Dienstes zugeordnet. Der Begriff Amtsleiter ist auch als Synonym für Dienststellen- bzw. Behördenleiter gebräuchlich.